# La modificación
La modificación es una novela del escritor francés Michel Butor, escrita en 1957. 
Esta novela, la más conocida de las que escribió Butor, se encuadra dentro del marco de lo que se denominó Nouveau Roman, y es muy original en cuanto al estilo, puesto que el narrador habla en segunda persona del singular ("vous..."), lo que en castellano sería equivalente al tratamiento de usted. Este recurso implica al lector en la vida del protagonista, al sentirse constantemente interpelado. El bamboleo de ciudades, mujeres, espacios y tiempos hacen que la novela se haga tan pesada como un auténtico viaje en tren.

## Argumento
Léon toma el tren de París a Roma: en esa ciudad piensa reunirse con Cécile, su amante, para la que ha conseguido un trabajo en París. Piensa dejar a su familia y trasladarse a vivir con su amante. Pero a lo largo del viaje el personaje va pasando revista al hoy (con sus fantasías sobre sus acompañantes en el compartimento del tren) al ayer (sus viajes anteriores, sus visitas anteriores, sus vivencias con su amante, con su mujer...) e incluso al mañana (anticipa lo que cree que va a hacer en Roma).
La modificación se opera, pues, a lo largo del trayecto: Léon acaba por darse cuenta de que el binomio Cécile-Roma es inseparable y que es inútil llevar a su amante a París, porque la rutina destruiría la pareja, como ya ha destruido de hecho el matrimonio de Léon.
A lo largo de la novela, y con una premiosidad que trata de trasponer la propia lentitud del paso del tiempo en un viaje en tren, vamos viendo como sus primeros pensamientos se van modificando y dando paso a dudas y a nuevas decisiones.
La oposición entre la Roma pagana (Cécile) y la cristiana (la esposa) es un tema central del libro. A este respecto, es extremadamente significativo que, en varios flashbacks de la historia, el personaje principal esté leyendo las cartas de Juliano el Apóstata.
De hecho, él gradualmente se da cuenta de que su amor por Cécile está motivada solo por su fascinación por el misterio de Roma, un misterio que él nunca será capaz de comprender. Vivir con ella en París arruinaría todo, haría que ella perdiera su atractivo puesto que ella es importante solo en el sentido de que ella le introduce a él a los secretos de la ciudad.